# Barry Edward Hammel
Barry Edward Hammel ( n. 1946 ) es un botánico, explorador, y profesor estadounidense . Trabajó extensamente en Costa Rica

## Algunas publicaciones

### Libros
- 2005. Manual de plantas de Costa Rica: Monocotiledóneas (Orchidaceae-Zingiberaceae). Vol. 3 de Manual de plantas de Costa Rica. ISBN 1-930723-17-2,
- 2005.  Plantas ornamentales nativas de Costa Rica'. Ed. Heredia, Costa Rica. 3ª ed. 258 pp. ISBN 9968-927-04-X
- 1984.  Systematic treatment of the Cyclanthaceae, Marantaceae, Cecropiaceae, Clusiaceae, Lauraceae, and Moraceae for the flora of a wet lowland tropical forest, Finca La Selva, Costa Rica. Ed. Duke University. 718 pp.

- La abreviatura «Hammel» se emplea para indicar a Barry Edward Hammel como autoridad en la descripción y clasificación científica de los vegetales.[2]